# Blainville-sur-l'Eau
Pour les articles homonymes, voir Blainville.
Blainville-sur-l'Eau est une commune française située dans le département de Meurthe-et-Moselle en région Grand Est.

## Géographie
La rivière la Meurthe, le ruisseau des Etangs, le ruisseau de Clos Pres, le ruisseau de Damelevieres et le ruisseau de Saint-Antoine sont les 5 cours d'eau traversant le territoire de la commune de Blainville-sur-l'Eau.
| Damelevières | Damelevières         | Rehainviller     |
| Damelevières | Blainville-sur-l'Eau | Mont-sur-Meurthe |
| Charmois     | Charmois             | Mont-sur-Meurthe |

### Hydrographie
La commune est dans le bassin versant du Rhin au sein du bassin Rhin-Meuse. Elle est drainée par la Meurthe et le ruisseau de St-Antoine,.
La Meurthe, d'une longueur de 161 km, prend sa source dans la commune du Valtin et se jette  dans la Moselle à Pompey, après avoir traversé 53 communes. Les caractéristiques hydrologiques de la Meurthe sont données par la station hydrologique située sur la commune de Damelevières. Le débit moyen mensuel est de 33,1 m3/s. Le débit moyen journalier maximum est de 654 m3/s, atteint lors de la crue du 10 avril 1983. Le débit instantané maximal est quant à lui de 729 m3/s, atteint le 27 mai 1983.

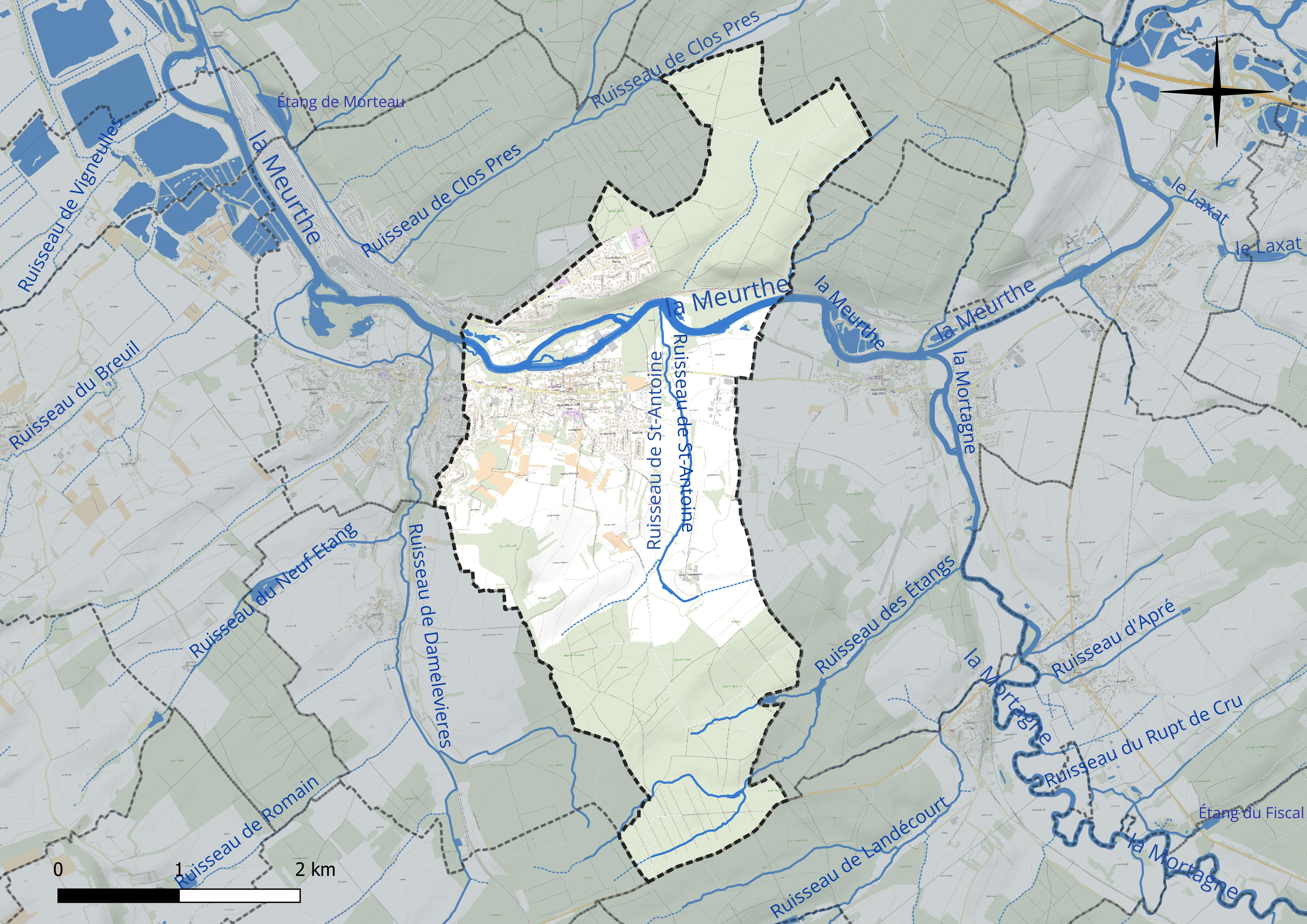
Réseau hydrographique de Blainville-sur-l'Eau.

### Climat
Pour des articles plus généraux, voir Climat du Grand Est et Climat de Meurthe-et-Moselle.
En 2010, le climat de la commune est de type climat des marges montargnardes, selon une étude du Centre national de la recherche scientifique s'appuyant sur une série de données couvrant la période 1971-2000. En 2020, Météo-France publie une typologie des climats de la France métropolitaine dans laquelle la commune est exposée à un climat semi-continental et est dans la région climatique  Lorraine, plateau de Langres, Morvan, caractérisée par un hiver rude (1,5 °C), des vents modérés et des brouillards fréquents en automne et hiver. 
Pour la période 1971-2000, la température annuelle moyenne est de 9,7 °C, avec une amplitude thermique annuelle de 16,9 °C. Le cumul annuel moyen de précipitations est de 800 mm, avec 11,9 jours de précipitations en janvier et 9,5 jours en juillet. Pour la période 1991-2020, la température moyenne annuelle observée sur la station météorologique de Météo-France la plus proche, « Nancy-Essey », sur la commune de Tomblaine à 20 km à vol d'oiseau, est de 11,0 °C et le cumul annuel moyen de précipitations est de 746,3 mm. 
La température maximale relevée sur cette station est de 40,1 °C, atteinte le 24 juillet 2019 ; la température minimale est de −24,8 °C, atteinte le 21 février 1956,,. 
Les paramètres climatiques de la commune ont été estimés pour le milieu du siècle (2041-2070) selon différents scénarios d'émission de gaz à effet de serre à partir des nouvelles projections climatiques de référence DRIAS-2020. Ils sont consultables sur un site dédié publié par Météo-France en novembre 2022.

## Urbanisme

### Typologie
Au 1er janvier 2024, Blainville-sur-l'Eau est catégorisée petite ville, selon la nouvelle grille communale de densité à sept niveaux définie par l'Insee en 2022.
Elle appartient à l'unité urbaine de Blainville-sur-l'Eau, une agglomération intra-départementale regroupant deux  communes, dont elle est ville-centre,,. Par ailleurs la commune fait partie de l'aire d'attraction de Nancy, dont elle est une commune de la couronne,. Cette aire, qui regroupe 353 communes, est catégorisée dans les aires de 200 000 à moins de 700 000 habitants,.

### Occupation des sols
L'occupation des sols de la commune, telle qu'elle ressort de la base de données européenne d’occupation biophysique des sols Corine Land Cover (CLC), est marquée par l'importance des forêts et milieux semi-naturels (50,6 % en 2018), une proportion sensiblement équivalente à celle de 1990 (50,8 %). La répartition détaillée en 2018 est la suivante : 
forêts (50,6 %), prairies (15,9 %), terres arables (14,2 %), zones urbanisées (12,4 %), cultures permanentes (3,7 %), zones agricoles hétérogènes (3,2 %). L'évolution de l’occupation des sols de la commune et de ses infrastructures peut être observée sur les différentes représentations cartographiques du territoire : la carte de Cassini (XVIIIe siècle), la carte d'état-major (1820-1866) et les cartes ou photos aériennes de l'IGN pour la période actuelle (1950 à aujourd'hui).

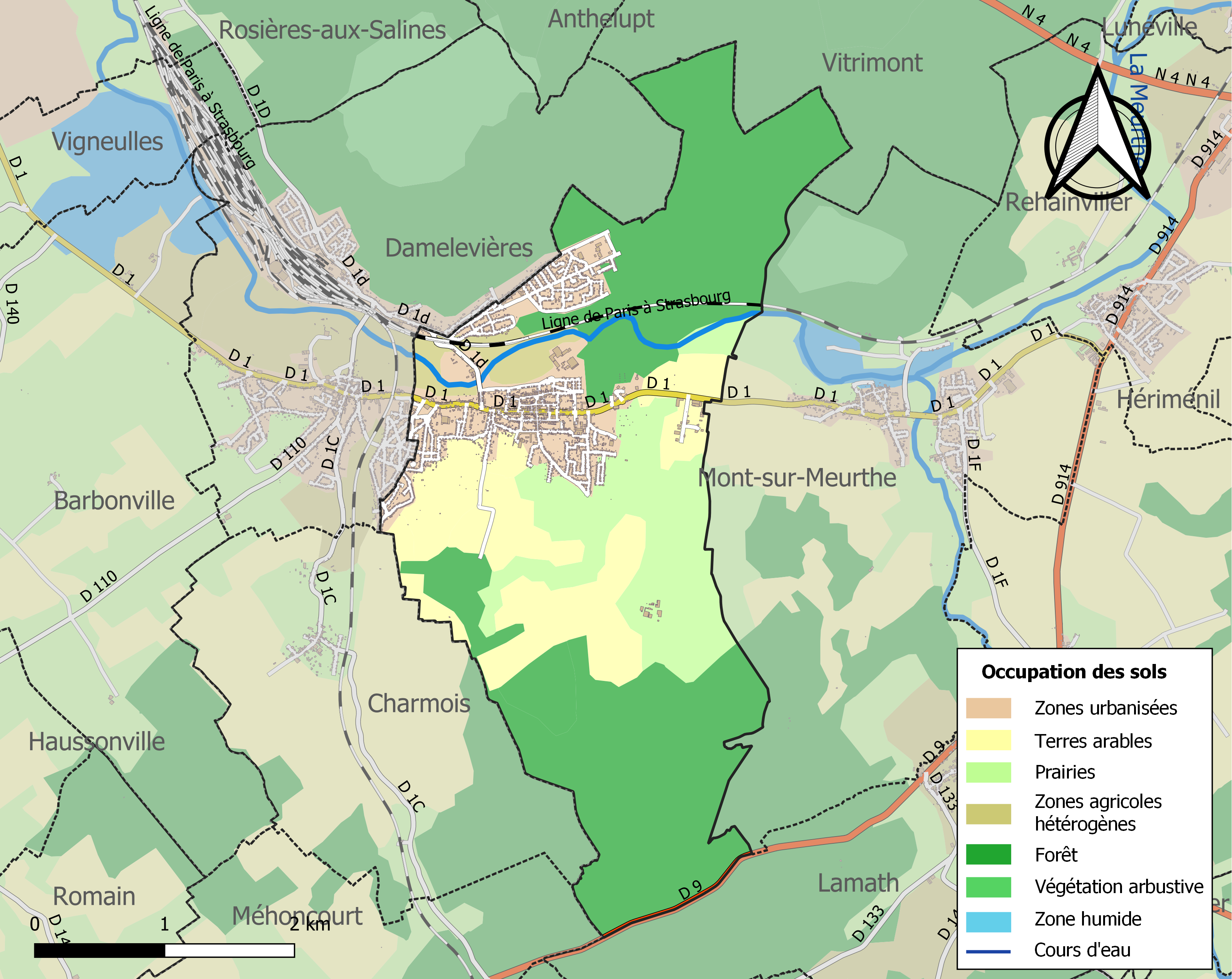
Carte des infrastructures et de l'occupation des sols de la commune en 2018 (CLC).

## Toponymie
Le nom de la localité est attesté sous les formes Bledonis (882-887) ; Ecclesia de villa Bladini ; Blainvilla (1156) ; Alodium de Bullinville (1157) ; Bleinvilla (1292) ; Bleinville (1294) ; Bloenville (1550) ; Blainville-sur-l’Eawe (1555) ; Blainville-sur-Meux (1429) ; Blainville-la-Grande (1779).

Le déterminant locatif « -sur-l'Eau » fait référence à la Meurthe attestée sous la forme Meux dans le titre Blainville-sur-Meux en 1429.

## Histoire
Blainville-sur-l'Eau était autrefois un bourg considérable et chef lieu d'un marquisat fut bâti par un seigneur dénommé Blida qui vivait au XIIe siècle et sa cure donnée à l'abbaye de Belchamps par Erard, seigneur de Vendières en 1292. Il est parlé de ce village dans un titre de 1157 relatif à cette abbaye et y est nommé « allodium de Bulinville »
En 1338, Raoul, duc de Lorraine, cède à Burnekins de Ristes, en échange de ce que celui-ci avait à Lunéville, les villes fortes, maisons, fossés, pourpris, granges, hommes et femmes de Blainville et dépendances. Par la suite, cette terre retourne dans le domaine des ducs de Lorraine.
En 1633, Antoine de Lenoncourt, primat de Lorraine, ayant acquis la terre de Blainville, fit rétablir les murailles qui avaient été détruites pendant les guerres qui désolèrent la Lorraine au XVe siècle, il fit aligner les rues et construire les portes et obtint son érection en marquisat. Il y avait 4 portes :

- La porte Saint-Michel, à l'est, du côté de Lunéville

- La porte Notre-Dame, à l'ouest, du côté de Nancy

- La porte Saint-Antoine au sud. Elle fut totalement démolie à la Révolution

- La porte Rouge dans la Grand'Rue, qui séparait la propriété du seigneur d'avec le village.
En 1870, pendant la guerre franco-prussienne, Blainville est traversée par de longues files de troupes en désordre, des débris de l'armée de Mac Mahon qui battait en retraite et qui campèrent sur les territoires de Mont et Rehainviller. Le 15 août, la cavalerie prussienne pénètre dans le village, suivie par l'infanterie qui fit un pillage en règle. À partir du 16 août la commune eut à subir l'occupation jusqu'au 22 janvier 1871, où l'occupant plia armes et bagages en toute hâte. À cette date à 5 heures du matin le poste prussien qui gardait le pont de Fontenoy-sur-Moselle avait été surpris et massacré ou fait prisonnier par les chasseurs des Vosges,.
Vers la fin de la Seconde Guerre mondiale, le village fut libéré le 13 septembre 1944, en même temps que son voisin Damelevières.

## Politique et administration

### Liste des maires
| Période                                  | Période           | Identité                                       | Étiquette | Qualité |
| ---------------------------------------- | ----------------- | ---------------------------------------------- | --------- | --- |
| mars 1983                                | mars 2001         | Daniel Reiner                                  | PS        | Député de la 4e circonscription de Meurthe-et-Moselle (1988-1993) Conseiller général du canton de Bayon (1988-1994) |
| mars 2001                                | mars 2008         | Ghislain Demonet                               | PS        | |
| mars 2008                                | mars 2014         | Anne-Marie Farrudja                            | DVG       | Présidente de la communauté de communes du Val de Meurthe (depuis 2004)                                             |
| mars 2014                                | juin 2017 (décès) | Ghislain Demonet                               | PS        | Retraité de l'enseignement                                                                                          |
| juillet 2017                             | En cours          | Olivier Martet, Réélu pour le mandat 2020-2026 | SE        | Cadre de la fonction publique                                                                                       |
| Les données manquantes sont à compléter. |                   |                                                |           | |

## Population et société

### Démographie
L'évolution du nombre d'habitants est connue à travers les recensements de la population effectués dans la commune depuis 1793. Pour les communes de moins de 10 000 habitants, une enquête de recensement portant sur toute la population est réalisée tous les cinq ans, les populations de référence des années intermédiaires étant quant à elles estimées par interpolation ou extrapolation. Pour la commune, le premier recensement exhaustif entrant dans le cadre du nouveau dispositif a été réalisé en 2005.

En 2022, la commune comptait 3 885 habitants, en évolution de −2,51 % par rapport à 2016 (Meurthe-et-Moselle : −0,13 %, France hors Mayotte : +2,11 %).
| 1793 | 1800 | 1806 | 1821 | 1831 | 1836 | 1841 | 1846  | 1851  |
| ---- | ---- | ---- | ---- | ---- | ---- | ---- | ----- | ----- |
| 528  | 563  | 649  | 640  | 740  | 827  | 812  | 1 009 | 1 249 |

| 1856  | 1861  | 1872  | 1876  | 1881  | 1886  | 1891  | 1896  | 1901  |
| ----- | ----- | ----- | ----- | ----- | ----- | ----- | ----- | ----- |
| 1 107 | 1 029 | 1 028 | 1 037 | 1 211 | 1 605 | 1 455 | 1 479 | 1 508 |

| 1906  | 1911  | 1921  | 1926  | 1931  | 1936  | 1946  | 1954  | 1962  |
| ----- | ----- | ----- | ----- | ----- | ----- | ----- | ----- | ----- |
| 1 567 | 1 784 | 2 453 | 3 437 | 3 772 | 3 616 | 3 281 | 3 797 | 4 309 |

| 1968  | 1975  | 1982  | 1990  | 1999  | 2005  | 2006  | 2010  | 2015  |
| ----- | ----- | ----- | ----- | ----- | ----- | ----- | ----- | ----- |
| 4 836 | 4 484 | 3 895 | 3 654 | 3 790 | 4 012 | 4 042 | 4 013 | 3 955 |

| 2020  | 2022  | - | - | - | - | - | - | - |
| ----- | ----- | - | - | - | - | - | - | - |
| 3 944 | 3 885 | - | - | - | - | - | - | - |

## Économie
- Brasserie Le Paradis

## Culture locale et patrimoine

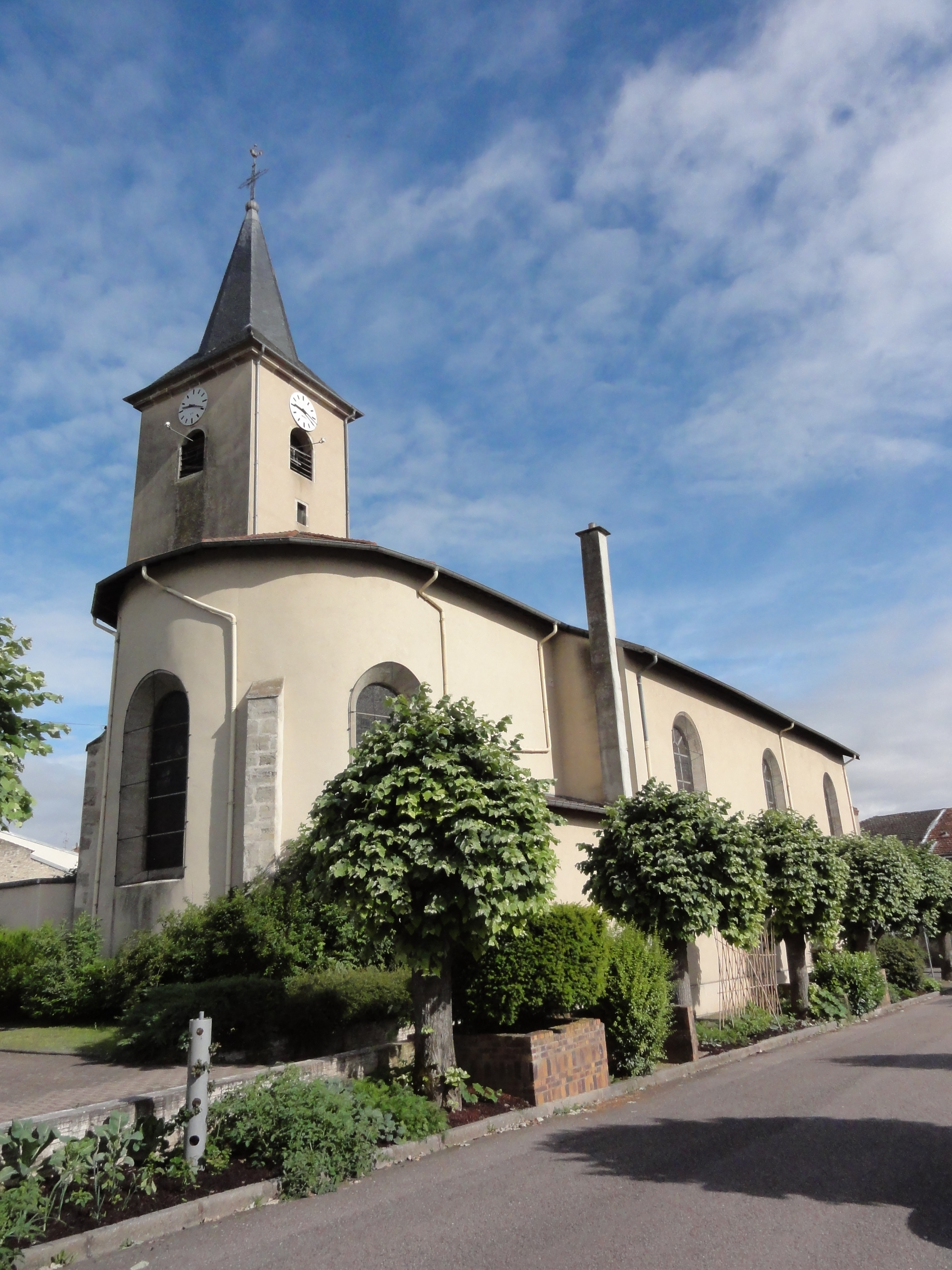
L'église Saint-Jean-Baptiste.

### Lieux et monuments
- Vestiges d'enceinte XVe siècle (détruite), deux portes de ville XVIIe siècle, reconstruites après la guerre de Trente Ans, subsistent jusqu'à la fin des années 1920 où elles sont démontées pour permettre le passage des voitures.
- Église Saint-Jean-Baptiste XVIIIe siècle.
- Église Sainte-Odile, Quartier du Haut des Places.

### Personnalités liées à la commune
- Charles-Louis Richard (1711-1794), théologien et écrivain, né à Blainville-sur-l'Eau.
- Émile Nolly (1880-1914) militaire et écrivain, mort à Blainville-sur-l'Eau.
- Robert Crémel (1919-1940), Compagnon de la Libération, né Blainville-sur-l'Eau.

### Héraldique, logotype et devise
| Blason de Blainville-sur-l'Eau | Blason  | D'argent à la croix engrelé de gueules bordée du champ. |
| Blason de Blainville-sur-l'Eau | Détails | Le statut officiel du blason reste à déterminer.        |